# Spedizione di Quebec
La spedizione di Quebec (detta anche Spedizione Walker di Quebec) fu un tentativo inglese di conquistare nel 1711 la capitale francese del Canada, Québec, come parte del teatro della Guerra di successione spagnola in Nord America. Essa fallì quando sette trasporti e una nave cargo vennero affondati e 850 soldati annegarono nel peggior disastro della storia navale inglese.
La spedizione venne pianificata dall'amministrazione di Robert Harley, primo ministro della Corona, e venne basata su un'idea originariamente proposta per il 1708. Harley decise di creare una spedizione come parte della politica militare inglese, enfatizzando la potenza navale della sua patria. I capi della spedizione, l'ammiraglio Hovenden Walker ed il brigadiere generale John Hill, vennero scelti per i loro legami politici con la Corona ed i piani vennero mantenuti segreti dall'ammiragliato inglese. Malgrado la segretezza dell'argomento, agenti francesi furono in grado di venire a conoscenza delle macchinazioni inglesi e ad avvisare le autorità a Quebec.
Secondo i piani, la spedizione avrebbe dovuto avere il pieno appoggio Boston, capitale della colonia del Massachusetts, ma la città era impreparata quando le truppe giunsero sul posto e le autorità del Massachusetts dovettero faticare a trovare i rifornimenti per tre mesi. L'ammiraglio Walker ebbe non poche difficoltà a reperire piloti marittimi con esperienza e carte nautiche accurate per navigare le acque basse del fiume San Lorenzo. La spedizione raggiunse il Golfo di San Lorenzo senza incidenti, ma con una spessa nebbia, correnti contrarie e forti venti che portarono la flotta nei pressi di un luogo oggi noto col nome di Pointe-aux-Anglais, dove le navi si incagliarono. Dopo il disastro, Walker abbandonò gli obbiettivi della spedizione e fece ritorno in Inghilterra. Anche se la spedizione fu un fallimento, Harley continuò nella sua politica dell'implementare la flotta d'alto mare inglese.

## Antefatto
Nel 1710, sul finire della Guerra di successione spagnola, una forza mista di soldati regolari inglesi e coloni americani catturarono il forte francese di Port Royal sulla costa nordoccidentale dell'Acadia (attuale Annapolis Royal). Francis Nicholson, il capo della spedizione, portò la notizia della vittoria a Londra, dove lui e Jeremiah Dummer, che rappresentava la provincia del Massachusetts a Londra, premettero per una spedizione nel cuore della Nuova Francia, a Québec.

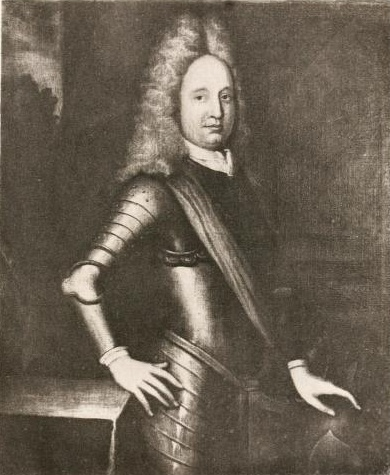
Samuel Vetch che per primo propose l'idea della spedizione nel 1708.

Il governo britannico era in tumulto e nell'agosto del 1710, il ministero di Lord Godolphin cadde. La regina Anna lo rimpiazzò con Robert Harley, oppositore politico del duca di Marlborough, che era anch'egli caduto in disgrazia. Harley era intenzionato a cambiare la strategia militare inglese, implementando la politica della flotta d'alto mare che enfatizzava la potenza marittima della Gran Bretagna e riduceva i costi dell'esercito. Egli cercò inoltre di arginare la continua influenza del duca di Marlborough con una vittoria della marina sull'esercito. Harley aveva già autorizzato delle spedizioni via terra e via mare per catturare Quebec, ma cadde malato e pertanto gran parte dell'organizzazione venne condotta dal suo segretario di stato, Henry St. John (futuro Lord Bolingbroke).
Il piano era sostanzialmente quello proposto da Samuel Vetch nel 1708 per la stagione militare del 1709, con la presenza di una spedizione navale che avrebbe portato un insieme combinato di forze regolari e milizia provinciale. Il contrammiraglio sir Hovenden Walker ottenne il comando supremo della spedizione, col brigadiere generale John Hill al comando delle forze di terra. Walker, che era stato promosso al grado di ammiraglio nel marzo di quello stesso anno, aveva condotto uno squadrone in una spedizione nelle Indie Occidentali già all'inizio della guerra che però non aveva dato molti risultati, e venne scelto quindi soprattutto per la sua amicizia con St. John e per le sue simpatie Tory. St. John probabilmente scelse Hill per il suo favore a corte: egli era infatti fratello della principale confidente della regina Anna, Abigail Masham. La duchessa di Marlborough, abbracciando l'opinione del marito, scrisse a Hill che "egli non era sufficientemente bravo come soldato". Cinque reggimenti del duca di Marlborough che erano nelle Fiandre si unirono ad altre forze sino a raggiungere i 5000 uomini. Questi salparono dai porti dell'Inghilterra meridionale tra l'aprile ed il maggio del 1711. La destinazione era top-secret: Walker non venne immediatamente informato della sua destinazione, e nemmeno i Lords dell'Ammiragliato, ma gli venne detto solo di rifornirsi a sufficienza per un tipico viaggio nelle acque europee per scovare delle spie e di rifornirsi per un inverno.

## Boston
Francis Nicholson giunse a Boston all'inizio di giugno del 1711 con notizie e dettagli sui piani della spedizione, organizzando in breve un incontro coi governatori provinciali a New London, nel Connecticut. La spedizione navale includeva della milizia provinciale reclutata nelle colonie del New England, mentre Nicholson guidò le forze provinciali reclutate nel Connecticut in Pennsylvania risalendo il corso dell'Hudson e poi scendendo per il Lago Champlain verso Montréal. Le forze provinciali che intendevano spostarsi con la spedizione Walker erano capeggiate da Samuel Vetch, che divenne il governatore della Nuova Scozia nel 1710. Esse erano composte da 1500 uomini, in gran parte dal Massachusetts, con piccoli contingenti dal New Hampshire e da Rhode Island.
La flotta giunse a Boston il 24 giugno, e le truppe sbarcarono su Noddle's Island (attuale sito del Logan International Airport). L'ampiezza della forza, secondo lo storico Samuel Adams Drake, era "la più formidabile che avesse mai attraversato l'Atlantico battendo bandiera inglese." Dal momento che la flotta non aveva rifornimenti sufficienti, i suoi organizzatori si aspettarono aiuto da Boston, ma dato che il numero di soldati e marinai superava addirittura quello della popolazione di Boston dell'epoca, questo fu impossibile. Alla fine si riuscirono a trovare delle soluzioni per i rifornimenti con leggi apposite, ed ulteriori legislazioni svuotarono i porti per accogliervi la flotta, arrecando quindi un danno alla città di Boston.
Durante il soggiorno della spedizione a Boston, Walker tentò di cercare nuovi piloti con esperienza nella navigazione del fiume San Lorenzo, ma ancora non gli riuscì di trovarne alcuno; persino il capitano Cyprian Southack, reputato come uno dei migliori navigatori della colonia, disse di non essere mai portato oltre la foce del fiume. Walker intendeva concentrarsi sulle informazioni fornitegli da un francese che aveva imbarcato a Plymouth prima della partenza della flotta. Samuel Vetch, invece, era contrario a fidarsi di quel francese, tanto che si trovò a scrivere che questi era "non solo un ignorante, pretenzioso, volgare e ubriacone", ma che egli "è foriero di cattivi presagi". Per questo rapporto, Walker costrinse il capitano Jean Paradis di uno sloop catturat in precedenza, a svolgere l'attività di navigatore per conto degli inglesi. Le carte di Walker erano di norma prive di dettagli sull'area a nord della foce del San Lorenzo, così come il giornale di bordo di sir William Phips compilato nel corso della sua spedizione nel 1690 a Quebec, tra i documenti in possesso di Walker. Quest'ultimo intervistò anche alcuni partecipanti alla spedizione di Phips, i cui vaghi ricordi non diedero nulla di utile sulla conformazione del fiume. Per questo motivo egli venne costretto ad impegnare le navi più grandi e pesanti per compiti di esplorazione e trasferì la sua ammiraglia sulla HMS Edgar, di 70 cannoni.

## Il disastro
Il 30 luglio la flotta salpò da Boston. Essa era composta da un misto di navi inglesi e coloniali, tra cui nove navi da guerra, due bombardieri e 60 trasporti. Le navi trasportavano un totale di 7500 uomini e 6000 marinai. Dal 3 agosto la flotta raggiunse la costa della Nuova Scozia e Samuel Vetch pilotò le navi attorno a Cape Breton e Capo Nord e poi verso il Golfo di San Lorenzo.
La mattina del 18 agosto, quando la spedizione stava per penetrare nel letto del fiume San Lorenzo, il vento iniziò a soffiare forte da nordovest e Walker venne costretto a riparare a Gaspé Bay. La mattina del 20 agosto, i venti soffiavano invece da sudest, ed egli fu in grado di avanzare lentamente verso l'estremità ovest dell'Isola Anticosti prima di fermarsi del tutto a causa di una pesante nebbia che rendeva invisibile sia la costa che la flotta. Dal 22 i venti soffiavano da sudest e la nebbia era divenuta presente solo a tratti, ma essa ancora non garantiva una corretta visuale della terra circostante. A questo punto la flotta si trovava ad ovest di Anticosti in un punto dove il fiume San Lorenzo ha un'ampiezza di circa 70 km, ma poi si stringe presso la Côte-Nord con una curva stretta, spostandosi poi a in direzione nord-sud. Quest'area, nei pressi di quello che oggi è noto come Pointe-aux-Anglais, include un gran numero di piccole isole come ad esempio l'Île-aux-Oeufs (Isola delle Uova), e molti scogli rocciosi. Dopo aver consultato i suoi piloti, Walker diede il segnale di proseguire a sudest alle 20:00.
Walker quando diede l'ordine non considerò che le forti correnti di questo punto stavano spostando la nave verso nordest, ancor più sospinta da un vento da est, avvicinandosi sempre più all'Île-aux-Oeufs. Quando il capitano Paddon riportò a Walker che il segnale di terra era stato dato alle 22:30, questi pensò che di essere ormai giunto al punto di sbarco e di preparare il tutto prima di andare poi a letto. Questa manovra però pose la flotta a nord. Alcuni minuti dopo una parte della forza capitanata dal comandante Goddard disse a Walker, disse che le onde si stavano ingrossando eccessivamente. Walker non diede peso alla faccenda, ma Goddard tornò alla carica insistendo che l'ammiraglio "venisse in coperta e prendesse una decisione, o saremmo stati certamente preduti".
Walker notò che la nave era sospinta ad est dai venti. Quando il navigatore francese giunse sul ponte, spiegò a Walker quello che stava accadendo e questi immediatamente ordinò di tagliare l'ancora e di evitare i pericoli addotti dal vento. Due delle navi da guerra, la Montague e la Windsor, furono tra le più in difficoltà e finirono per ancorarsi per la notte in situazioni precarie, sbattute dalle onde. Nel corso della notte, lo stesso Walker sentì il dissestarsi delle navi, ma quando la nebbia si alzò finalmente le navi poterono vedere la situazione al meglio. Uno dei membri dell'equipaggio scrisse di poter sentire "le grida dei naufraganti, e vedere la partenza di quelle anime." Attorno alle 2:00 i venti si placarono e sospinsero le navi verso nordest.
Nei tre giorni successivi la flotta si dedicò alla ricerca dei dispersi. Sette trasporti e una nave cargo erano andati irrimediabilmente distrutti. Il rapporto iniziale di Walker era di 884 morti ma poi ribassò il numero a 740, includendovi però le donne annesse ad alcune unità. Lo storico Gerald Graham ha stimato che altri 150 marinai siano morti nel disastro. Dopo aver preso tutto ciò che si poteva recuperare, Walker e Hill tennero un consiglio di guerra il 25 agosto. Dopo aver consultato i piloti (tra cui Samuel Vetch), il consiglio decise "che per ragioni di ignoranza dei piloti a bordo della Men of War", la spedizione doveva essere abbandonata. Vetch accusò apertamente Walker del disastro: "Il disastro a cui abbiamo assistito non può, per mia umile opinione, essere imputato in alcun modo alla difficoltà di navigazione, ma alla maniera sbagliata con cui abbiamo proceduto e che ci ha condotto alla costa nord."
La flotta salpò verso il Golfo di San Lorenzo e si ancorò nei pressi dell'attuale porto di Sydney, Nuova Scozia, il 4 settembre, dove si tenne un ulteriore consiglio per decidere di attaccare i francesi a Plaisance o meno, ma si protese per non muoversi date le risorse insufficienti e l'arrivo dell'inverno nell'area, oltre alle voci sulle pesanti difese della città. Salparono alla volta dell'Inghilterra.

## Il ritorno
La spedizione via terra di Francis Nicholson seppe del disastro navale quando era accampato presso Lake George; Nicholson a sua volta concluse la sua spedizione, sebbene come ricordano le cronache fosse piuttosto arrabbiato di questo fatto.
Il fato della spedizione non migliorò col viaggio di ritorno in patria. Walker aveva scritto a New York richiedendo la HMS Feversham e qualunque nave rifornimento disponibile; in realtà la Feversham e tre altri trasporti (Joseph, Mary e Neptune) erano naufragate sulle coste di Cape Breton il 7 ottobre di quell'anno con più di 100 uomini a bordo. La flotta tornò quindi a Portsmouth il 10 ottobre; la nave ammiraglia di Walker, la Edgar, colò a picco alcuni giorni dopo, probabilmente a causa di marinai sbadati che maneggiavano della polvere da sparo. Walker perse un gran numero di documenti sulla spedizione in quell'occasione, così come sostenne che andò perduto il diario di William Phips che egli aveva imbarcato.
Malgrado i continui fallimenti, le conseguenze politiche del fatto furono piuttosto miti. Inizialmente questo fatto bloccò la politica della flotta d'alto mare di Robert Harley, il quale proponeva l'implementazione della marina inglese come principale forza militare anziché l'esercito. Harley ad ogni modo non si fermò e portò avanti questa sua idea, ritirando ulteriori risorse dall'esercito che pure era impegnato militarmente in Europa. Walker venne ricevuto positivamente dalla regina, e sia lui che Hill ottennero nuovi comandi. Walker scrisse comunque un resoconto franco e dettagliato della spedizione, basandosi sulle sue memorie e sulle carte sopravvissute alle successive sventure, resoconto che venne poi dato anche alle stampe da Graham. Walker venne privato del suo rango nel 1715 (nell'ambito del riassesto dell'intera organizzazione statale e militare voluto da Giorgio I), e morì nel 1728.
Il sentimento popolare in Inghilterra protese ad incolpare le colonie di aver fornito pochi aiuti alla spedizione, in particolare Boston la cui parsimonia aveva poco giovato alle truppe della madrepatria. Questi sentimenti vennero fortemente rigettati dalle colonie, dove pure Nicholson ed il governatore Dudley insistevano ancora nell'incolpare Walker del disastro. Le relazioni tra i capi militari e la popolazione coloniale non erano state sempre cordiali durante la permanenza dell'esercito a Boston e fu probabilmente questo uno dei mille motivi che poi portarono allo scoppio della Rivoluzione americana. Uno degli ufficiali di Hill scrisse: "la natura e la semenza di questo popolo, il loro governo, la loro dottrina, i loro modi, la loro ipocrisia, sono insopportabili", commentando inoltre che malgrado il fermo controllo degli inglesi i coloni stavano "crescendo ogni giorno sempre più duri e disobbedienti." I coloni notarono con disgusto il fatto che sia Walker che Hill fossero fuggiti dopo il fallimento della spedizione.

## Azioni francesi
Le autorità francesi vennero allertate già nel marzo del 1711 del fatto che Nicholson stava organizzando una spedizione contro Québec. Essi conoscevano inoltre la natura della composizione delle forze di Hill ma fino a luglio non ne conobbero con certezza la destinazione. Il governatore generale della Nuova Francia, il marchese de Vaudreuil, inviò Louis Denys de La Ronde a Boston apparentemente per proporre uno scambio di prigionieri già nel giugno di quell'anno. La Ronde ebbe anch'egli istruzioni segrete di dover provare a convincere le autorità a ritirare il proprio supporto alle spedizioni inglesi. La Ronde, che per coincidenza giunse a Boston l'8 giugno, lo stesso giorno di Nicholson, non riuscì nel suo intento di influenzare l'opinione degli amministratori locali. Nicholson divenne sospettoso del suo comportamento e lo fece arrestare. Quando copie di queste istruzioni segrete vennero trovate a bordo di un vascello francese catturato e portato a Boston, La Ronde venne trattenuto ancora più strettamente sino a novembre.
Il governatore Vaudreuil venne avvisato nuovamente ad agosto che la spedizione contro Québec e Montreal stava ormai per essere portata a compimento. Egli richiamò la sua milizia, reclutò gli indiani locali e preparò le sue difese al meglio che poté fare, mettendo l'intera colonia sul piede di guerra. A metà ottobre a Québec giunse la notizia che una grande nave si stesse avvicinando, alzando ulteriormente la tensione che però si spense quando si scoprì che a bordo vi erano uomini di Vaudreuil inviati il 19 settembre a controllare le posizioni della flotta inglese. Gli scout riportarono di aver trovato sette navi affondate con circa 1500 cadaveri. Anche se la popolazione locale aveva già saccheggiato i relitti, la colonia mise in atto una formale operazione di salvataggio per recuperare come di diritto tutti gli oggetti utili come ancore, catene, tende e cannoni, messi poi all'asta.

## La flotta inglese
Quello che segue è un elenco delle navi comprese nella flotta inglese impiegata nell'operazione della fallimentare spedizione di Québec dall'ammiraglio Walker.
| Nave                                                                    | Capitano            | Ruolo                                      | Note                                                                                    |
| ----------------------------------------------------------------------- | ------------------- | ------------------------------------------ | --------------------------------------------------------------------------------------- |
| HMS Edgar                                                               | George Paddon       | nave da guerra con 70 cannoni              | la Edgar era la nave ammiraglia di Walker. Paddon ne ottenne il comando a Boston.       |
| HMS Windsor                                                             | Robert Arris        | nave da guerra con 60 cannoni              | Arris ottenne il comando della Windsor a Boston. Portava la bandiera del generale Hill. |
| HMS Montague                                                            | George Walton       | nave da guerra con 60 cannoni              |                                                                                         |
| Recovery                                                                | John Lewis          | trasporto del reggimento del generale Hill |                                                                                         |
| Reward                                                                  | Matthew Lowth       | nave ospedale                              |                                                                                         |
| Delight                                                                 | Stephen Thomas      | trasporto del reggimento del generale Hill |                                                                                         |
| Success Pink                                                            | Matthew Pink        | imbarcazione ausiliaria                    |                                                                                         |
| Fortune                                                                 | John Jones          | Transport for General Hill's Regiment      |                                                                                         |
| Willing Mind                                                            | John Macmath        | trasporto del reggimento Kirk              |                                                                                         |
| Happy Union                                                             | Christopher Redshaw | trasporto del reggimento Kirk              |                                                                                         |
| Rose                                                                    | Henry Foster        | trasporto del reggimento Kirk              |                                                                                         |
| Queen Anne                                                              | George Tucker       | trasporto del reggimento Kirk              |                                                                                         |
| Lisle                                                                   | Gregory Shipton     | trasporto del reggimento Kirk              |                                                                                         |
| Resolution                                                              | Matthew Gilieu      | trasporto del reggimento Clayton           |                                                                                         |
| Samuel                                                                  | J. Whibbean         | trasporto del reggimento Clayton           |                                                                                         |
| Marlborough                                                             | James Taylour       | trasporto del reggimento Clayton           | affondata sulle rocce con 130 uomini a bordo                                            |
| Pheasant                                                                | J. Mason            | trasporto del reggimento Clayton           |                                                                                         |
| HMS Swiftsure                                                           | Jos. Soanes         | nave da guerra con 70 cannoni              | Soanes, che era stato capitano della Edgar, prese il comando della Swiftsure a Boston.  |
| HMS Sunderland                                                          | Henry Gore          | nave da guerra con 60 cannoni              |                                                                                         |
| Three Martins                                                           | Robert Thompson     | trasporto del reggimento Kain              |                                                                                         |
| Globe                                                                   | Michael King        | trasporto del reggimento Kain              |                                                                                         |
| Smyrna Merchant                                                         | Henry Vernon        | trasporto del reggimento Kain              | affondata sulle rocce con 200 uomini a bordo.                                           |
| Samuel                                                                  | Samuel Ferrier      | trasporto del reggimento Kain              |                                                                                         |
| Colchester                                                              | Jos. Hinning        | trasporto del reggimento Seymour           | affondata sulle rocce con 150 uomini a bordo.                                           |
| Samuel and Anne                                                         | Thomas Walkup       | trasporto del reggimento Seymour           | affondata sulle rocce con 142 uomini a bordo.                                           |
| Nathanael and Elizabeth                                                 | Magnus Howson       | trasporto del reggimento Seymour           | affondata sulle rocce con 10 uomini a bordo.                                            |
| George                                                                  | Isaac Dove          | trasporto del reggimento Windresse         |                                                                                         |
| Blenheim                                                                | Thomas Simmons      | trasporto del reggimento Windresse         |                                                                                         |
| Isabella Anne Katharine                                                 | Richard Bayley      | trasporto del reggimento Windresse         | affondata sulle rocce con 192 uomini a bordo.                                           |
| Chatham                                                                 | J. Alexander        | trasporto del reggimento Windresse         | affondata sulle rocce con 192 uomini a bordo.                                           |
| HMS Monmouth                                                            | John Mitchell       | nave da guerra con 70 cannoni              |                                                                                         |
| HMS Dunkirk                                                             | Butler              | nave da guerra con 60 cannoni              |                                                                                         |
| Blessing                                                                | Thomas Clark        | trasporto del reggimento Disney            |                                                                                         |
| Two Sheriffs                                                            | Luke Rogers         | trasporto del reggimento Disney            |                                                                                         |
| Rebecca                                                                 | Samuel Adams        | trasporto del reggimento Disney            |                                                                                         |
| Sarah                                                                   | George Story        | trasporto del reggimento Disney            |                                                                                         |
| Rebecca Anne Blessing                                                   | Richard Harman      | Equipment transports                       |                                                                                         |
| Herbin (galley)                                                         | J. Weston           | Equipment transports                       |                                                                                         |
| Prince Eugene                                                           | Charles Davis       | Equipment transports                       |                                                                                         |
| Friends Increase                                                        | Cornelius Martin    | Equipment transports                       |                                                                                         |
| Dolphin                                                                 | Nenyon Masters      | Equipment transports                       |                                                                                         |
| Marlborough                                                             | Edward Friend       | Equipment transports                       |                                                                                         |
| Mary                                                                    | Cheeseman Pearcy    | Equipment transports                       |                                                                                         |
| Anna                                                                    | Edward Smith        | trasporto per le truppe provinciali        |                                                                                         |
| Anchor and Hope                                                         | J. Brewer           | trasporto per le truppe provinciali        |                                                                                         |
| Jeremiah and Thomas                                                     | John Jenkins        | trasporto per le truppe provinciali        |                                                                                         |
| Adventure                                                               | George Philips      | trasporto per le truppe provinciali        |                                                                                         |
| Barbadoes                                                               | J. Rawlins          | trasporto per le truppe provinciali        |                                                                                         |
| Content                                                                 | William Hunt        | trasporto per le truppe provinciali        | affondata sulle rocce; solo 15 uomini salvati.                                          |
| John and Mary                                                           | John Stephens       | nave appoggio per il generale Hill         |                                                                                         |
| Speedwell                                                               | Henry Davis         | nave appoggio per il generale Hill         |                                                                                         |
| Dolphin                                                                 | Samuel Ems          | nave appoggio per l'ammiraglio Walker      |                                                                                         |
| Samuel                                                                  | William Webber      | nave appoggio per l'ammiraglio Walker      |                                                                                         |
| Elizabeth                                                               | John Welsh Jr       | nave appoggio per l'ammiraglio Walker      |                                                                                         |
| Basilisk                                                                | non indicato        | nave bombardiera                           |                                                                                         |
| Mary                                                                    | William English     | nave appoggio per l'ammiraglio Walker      |                                                                                         |
| Granada                                                                 | non indicato        | nave bombardiera                           |                                                                                         |
| Goodwill (sloop)                                                        | non indicato        | nave appoggio per il colonnello Vetch      |                                                                                         |
| Anna                                                                    | Edward Rotherford   | trasporto di reclute provinciali           |                                                                                         |
| John and Sarah                                                          | John Lawrence       | trasporto di reclute provinciali           | Venne indicata come perduta erroneamente nei primi rapporti di Walker e Hill.           |
| Margaret                                                                | John Dunn           | trasporto di reclute provinciali           |                                                                                         |
| Dispatch                                                                | Beamsly Perkins     | trasporto di reclute provinciali           |                                                                                         |
| Hannah and Elizabeth                                                    | John Venteman       | trasporto di reclute provinciali           |                                                                                         |
| Four Friends                                                            | Matthew Vybert      | trasporto di reclute provinciali           |                                                                                         |
| Friends Adventure                                                       | Henry Few           | trasporto di reclute provinciali           |                                                                                         |
| Francis                                                                 | Walter Goodridge    | trasporto di reclute provinciali           |                                                                                         |
| Rebecca                                                                 | Henry Richards      | trasporto di reclute provinciali           |                                                                                         |
| John and Hannah                                                         | Nathanael Marston   | trasporto di reclute provinciali           |                                                                                         |
| Martha and Hannah                                                       | Francis Norris      | trasporto di reclute provinciali           |                                                                                         |
| Henrietta                                                               | Richard Barrington  | trasporto di reclute provinciali           |                                                                                         |
| Johannah                                                                | John Vincale        | trasporto di reclute provinciali           |                                                                                         |
| Blessing                                                                | Samuel Long         | trasporto di reclute provinciali           |                                                                                         |
| Unity                                                                   | John Richards       | nave ospedale                              |                                                                                         |
| Antelope                                                                | John Anderson       | trasporto di reclute provinciali           |                                                                                         |
| Newcastle                                                               | Clement Deering     | trasporto di reclute provinciali           |                                                                                         |
| HMS Humber                                                              | Culliford           | nave da guerra con 80 cannoni              |                                                                                         |
| HMS Devonshire                                                          | Cooper              | nave da guerra con 80 cannoni              | Cooper ottenne il comando della Devonshire a Boston.                                    |
| Fonte, ove citato diversamente: Graham, pp. 229–231,237; Hervey, p. 318 |                     |                                            |                                                                                         |